# 마르켈로
마르켈로(네덜란드어: Markelo)는 네덜란드 오버레이설주에 있는 마을이다.